# Maó-Mahón
Maó-Mahón je hlavní město ostrova Menorca. Město se nachází na východním okraji ostrova. Maó-Mahón má jeden z největších přirozených přístavů, asi 5 km dlouhý a až 900 m široký také se zde nachází mezinárodní letiště. V roce 2009 ve městě žilo asi 29 495 obyvatel.

## Historie
Vymyšlení jména města je přisuzováno kartaginskému generálovi Margo Barcovi. Po pádu západořímské říše se město stalo částí Byzantské říše. Město až do dobytí Córdobským chalífátem v roce 903 sužovaly nájezdy Vikingů a Arabů.
Město bylo v roce 1287 dobyto Alfonsem III. Aragonským a zařazeno do Mallorského království, vazalského království Aragonské koruny. Městský přístav, jeden ze strategicky nejdůležitějších v celém západním středozemním moři, byl znovu opevněn.
24. března 1969 zde bylo otevřeno Mezinárodní letiště.

## Významné osobnosti
- Joan Ramis, právník a historik (1746–1819)
- Mathieu Orfila, toxikolog (1787–1853)